# You Gotta Love Someone
"You Gotta Love Someone" é uma canção composta e interpretada pelo cantor e compositor britânico Elton John, escrita por Bernie Taupin, e lançada como single em 1990.

## A canção
You Gotta Love Someone, fez parte da trilha sonora do filme de Tony Scott Days of Thunder (Dias de Trovão), foi lançada como single logo após o disco duplo Sacrifício/Healing Hands.

## Singles

### Singles 7" (Reino Unido)
"You Gotta Love Someone" — 4:23
"Medicine Man" — 4:35

### Singles 7" (promo, Reino Unido)
- "You Gotta Love Someone" — 4:23
- "Medicine Man" — 4:35

### Singles 7" (Reino Unido)
- "You Gotta Love Someone" — 4:23
- "Sacrifice" — 5:07

### Maxi single 12" (Reino Unido)
- "You Gotta Love Someone" — 4:23
- "Medicine Man" — 4:35
- "Medicine Man" (com Adamski) - 5:12

### CD (Reino Unido)
- "You Gotta Love Someone" — 4:23
- "Medicine Man" — 4:35
- "Medicine Man" (com Adamski) - 5:12

### CD (promo, EUA)
- "You Gotta Love Someone" (Editado) — 4:23
- "You Gotta Love Someone" (Versão álbum) - 4:57